# Pratt & Whitney Canada PW300
A série Pratt & Whitney Canada PW300 é uma família de motores a jato turbofan desenvolvidos pela Pratt & Whitney Canada especificamente para aplicações em jatos executivos .

## Design E Desenvolvimento
A configuração básica do PW300 é a seguinte: ventilador de estágio único, acionado por uma turbina de baixa pressão de três estágios, sobrealimentação de um compressor de alta pressão centrífugo axial / de estágio único de quatro estágios, acionado por uma alta pressão de dois estágios turbina. Um combustor anular é apresentado. Algumas versões têm um escape não misturado, mas o PW306 e o PW308 incluem um mixer forçado. Um sistema Full Authority Digital Engine Control (FADEC) é incorporado.

O PW307A é um novo motor de linha central desenvolvido especificamente para uma aplicação de três jatos no Dassault Falcon 7X. O PW307 foi certificado pela Transport Canada em março de 2005 .

O PW308A foi escolhido para alimentar o White Knight Two da Scaled Composites , a aeronave de lançamento do SpaceShipTwo da Virgin Galactic . [2]

As intervenções não programadas passaram de 85% em 2015 para 20% em 2017, aumentando a disponibilidade do PW307 graças à plataforma digital da Pratt, e a confiabilidade de despacho do motor está em 99,4% para o  Falcon 7X / 8X alimentado pelo PW307.

## Aplicações
- Cessna Citation Latitude
- Cessna Citation Sovereign
- Dassault Falcon 2000EX/DX/LX
- Dassault Falcon 7X
- Fairchild Dornier 328JET
- Fairchild Dornier 428JET
- Gulfstream G200
- Hawker 1000
- Hawker 4000
- Learjet 60
- Learjet 85
- Scaled Composites White Knight Two[1]

## Variantes
PW305A
20.81kN variante usada no Bombardier Learjet 60
PW305B
23.41kN variante usado no Hawker 1000
PW306A
25.36kN variante usado no IAI Galaxy & Gulfstream G200
PW306B
variante usada no Dornier 328JET
PW306C
25.67kN variante usada noCessna Citation Sovereign
PW306D
26.28kN variante usada no Cessna Citation Sovereign +
PW306D1
25.6 kN variante usada no   Cessna Citation Latitude
PW307A
28.49kN variante usada no Dassault Falcon 7X Originally 6,100lb-thrust (27.1kN) growth version of the PW306, smaller than the PW308, featuring swept-blade fan, increased core airflow, low NOx emissions combustor, increased turbine capacity and a more efficient exhaust mixer; integrated propulsion system including Macchi/Hurel Dubois nacelle and thrust-reverser; certification scheduled for the end of 2004.
PW307Bvariante usada no Bombardier Learjet 85
PW307Dvariante usada no Dassault Falcon 8X
PW308A
30.69kN (6900 lb) variante usada no Hawker 4000 & Scaled Composites White Knight Two
PW308C
31.14kN variante usada no Dassault Falcon 2000,(EX/DX/LX).